# 野口竜司
野口 竜司（のぐち りゅうじ、1995年7月15日 - ）は、ジャパンラグビーリーグワン埼玉パナソニックワイルドナイツに所属するラグビー選手。

## プロフィール
- 大阪府東大阪市出身[1]。
- ポジションはウィング(WTB)、フルバック(FB)。
- 身長 177 cm、体重 83 kg
- リーグ戦ベストフィフティーンに選ばれたことがある[2]。
- 日本代表キャップは14。（2022年6月現在）。
- U20日本代表に選出されたことがある[3]。
- ニックネームはりゅうじ。
- 兄の大輔もラグビー選手。（現・近鉄）

## 来歴
中学1年生の時からラグビーを始めた。
2014年、東海大仰星高校卒業後、東海大学に入る。なお東海大仰星高校時代、高校日本代表に選ばれたことがある。
2016年4月30日に行われた2016年アジアラグビーチャンピオンシップ第1戦韓国戦で先発出場で日本代表初キャップを獲得した。
2017年、東海大学体育会ラグビーフットボール部の主将に就任した。
2018年、東海大学卒業後、パナソニック ワイルドナイツ(現・埼玉パナソニックワイルドナイツ)に加入。同年2月サンウルブズに追加招集された。また同年9月8日に行われたジャパンラグビートップリーグ第1節のコカ・コーラレッドスパークス戦にて途中出場で公式戦初出場を果たす。

## 受賞歴

### ジャパンラグビーリーグワン
- 2022-23リーグワンベスト15(FB)